# ゆゆうた
ゆゆうた（1988年〈昭和63年〉7月2日 - ）は、日本の男性YouTuber、ピアニスト、ゲーム実況者。本名である鈴木 悠太（すずき ゆうた）のほか、鈴木 ゆゆうた（すずき ゆゆうた）名義でも活動している。

## 来歴
1988年7月2日、神奈川県川崎市多摩区にて誕生。川崎市立菅小学校、桐光学園中学校・高等学校を経て、首都大学東京（現・東京都立大学）都市環境学部都市環境学科建築都市コースへ進学。
2007年にニコニコ動画で動画の投稿を開始。当初はアニメの曲をアレンジしてピアノで弾いた動画などを上げていたが、再生数は伸びなかった。8年にわたり放置していたが、2015年頃にアレンジ動画の一つが人気を集め始めたことで、ブームに便乗しようと新たに投稿して注目を集めた。2018年5月にYouTubeでの活動を開始。2020年2月16日の時点でYouTubeの登録者数は100万人を超えた。
2018年12月31日、公式ニコニコ生放送にて年を跨ぐ生配信特番『裏番組をぶっ飛ばせ!ゆゆうたの #ひとり紅白ゆゆうた合戦』が行われ、ゲストにレペゼン地球のチバニャン、ゲーム実況者のもこうの声真似を得意としている馬場浴衣、ウェブ漫画家のやしろあずきなどを招いた（チバニャンと馬場浴衣は通話での出演）。
2019年8月に開催された「コミックマーケット96」で自身初の写真集を発売。
2020年4月にニコニコ動画から引退することを表明。YouTube活動に一本化された。
2020年5月9日には「24時間ピアノを演奏する」という趣旨の生配信を行い、翌日これを成功させた。

## 人物・エピソード
「ゆゆうた」という名前は、中学生の頃に作られた。その頃、初めてネットゲームをやる際に本名の「ゆうた」を名前として登録しようとしたところ、既に他のユーザーがその名前を使用していたため使用できなかった。そこで、「ゆゆうた」と決めたのがその由来である。
ピアノは5歳の頃から習得していた。ピアノ演奏の技術について、「絶対音感は持っていないが、相対音感は持っている」と発言している。
高校2年生の頃、ネットリズムゲーム「DJMAX」で全国ランキング1位になったことがある。
専業配信者になる前は、大学新卒で就職した空調関係のサブコンに在籍していた(1級管工事施工管理技士の資格を取得し、主に新築ビルの配管工事の現場監督業務に7年間従事)。会社員時代、残業200 - 300時間、ときには昼勤と夜勤に連続して入るという過酷な労働環境に置かれていことがトラウマとなり、現在でも建設業の話題に対する心的外傷後ストレス障害を持っている。仕事は優秀ではなかったものの体が頑強だったために長続きしてしまっていたが、アンチに住所や就職先を特定され、就職先や元請け会社にいたずらでFAXを送信されたこともあり、退職することになった。なお、ゆゆうたは「それが結局自分にとっては良かったかな」と感じているという。
基本的にはアニメソングや有名楽曲のピアノカバーやアレンジ、解説をメインに配信活動を行なっている。その一方で、過激な下ネタやアンダーグラウンドなインターネット・ミームへの言及も多く、後述の騒動にも繋がっている。
また、2020年には本人が公開した写真により、かつて存在した違法ダウンロードサイト「Kyo Music City」がブラウザのブックマークに含まれたことが発覚したが、本人は意図して追加したものではないとして、利用を否定している。
2022年、東京都千代田区外神田のコンセプトカフェ「メルトチューン(MeltTune)」をプロデュースした(スタッフの衣装は、戦慄かなのが監修)。「ゆゆうたが思う一番居心地がいいコンセプトカフェ」として店内の内装デザインに携わっているだけでなく、ゆゆうた自身も月に数度店に顔を出しており、その時は「ゆゆうたプロデューサー出勤日」と告知されている。
2024年10月22日、Youtubeに投稿した動画にて「退職代行JITAI」という会社の立ち上げを報告した。会社のホームページには「ゆゆうたプロデュース（監修）」とあるのみで、ゆゆうた自身もどの程度会社の運営に携わっているかは明言していないが、退職代行に関する話を受けた理由として「かつての自分と同じく仕事を辞めたくても辞められないという人を助けるため」と述べている。

## 騒動
ゆゆうたは2017年6月、ネット掲示板・2ちゃんねる（現・5ちゃんねる）で起こった炎上騒ぎを元にした楽曲『一般男性脱糞シリーズ』を弾き語る動画を投稿。この曲はヒットし、ゆゆうたの代名詞的な楽曲になったが、実在の弁護士を名指しで侮辱する内容を含んでいる上に、「2ちゃんねるの文化を私物化、金稼ぎしている」「視聴者に一連の騒動を誤認させる」などの声も集まった。また『一般男性脱糞シリーズ』の歌詞は炎上の渦中に居た弁護士を主に取り上げるインターネットコミュニティ「恒心教」によるコンテンツを無断で商業利用した物であったことから、同コミュニティに属するネットユーザーが強く反発。曲の知名度が上がり、炎上騒ぎの詳細を知らない層に「『一般男性脱糞シリーズ』はゆゆうたの曲」といった認識が広がり、また曲の内容から炎上騒ぎについての誤認が拡がることを快く思わない恒心教の構成員はゆゆうたに対して曲の使用をやめるか、使用するなら弁護士の「正しい情報」を発信することを求めた。しかし、ゆゆうたはこの要求に応えずに（本人曰く「味を占めて」）楽曲を使用し続け、2020年1月には400人の吹奏楽団とともにこの楽曲を合奏する動画を投稿した。要求を黙殺する間に攻撃対象はその関係者まで広がり、同年５月に一転して楽曲の封印宣言を行うまでに、計116人以上の個人情報が特定され公開される事態となった。
楽曲の封印宣言を行った後も、問題とされる楽曲が使用されている動画を非公開にせず放置していた為
にゆゆうた自身への嫌がらせのみならず、周辺住民への嫌がらせやゆゆうたの名前を騙っての犯行予告が行われていた。2020年6月にゆゆうたを騙って都内の学校や広告代理店に爆破予告を送り付けていた人物が同年中に逮捕されている。ゆゆうた自身は2020年6月と11月の2回、殺害予告を受けたことを告白しており、そのため、TwitterやYouTubeの更新が3日間停止した場合は「もう逝ってしまったと思って頂ければいいんじゃないかな」と話している。
更にはゆゆうたとは全く無関係な個人宅がゆゆうたの実家と誤認され、殺害予告が行われていることがフジテレビ系列『FNN Live News days』で報じられた。これについて、ゆゆうたは11月18日の動画で怒りをにじませた。

## ディスコグラフィ

### 参加作品
| アーティスト | タイトル        | 発売日         | 収録曲                   | 備考                        |
| ------------ | --------------- | -------------- | ------------------------ | --------------------------- |
| V.A.         | PhantasMaiden   | 2018年10月28日 | 1. 禊                    | [ 26 ] [ 27 ]               |
| V.A.         | AKASHIC ANALYZE | 2019年12月31日 | 1. 絶対!パラダイムシフト | 「ゆゆうた feat. miko」名義 |

## 出演

### テレビアニメ
- あはれ!名作くん（NHK教育テレビジョン、2021年9月24日）- うた島太郎[29] 役
- 邪神ちゃんドロップキックX（テレビ東京、2022年8月24日）- モブA役

### インターネット配信
- ゆゆうた&みゃこの泥沼バラエティ (2023年1月31日−、OPENREC.tv)[30]

- atagi×ゆゆうたのおとなりラジオ (2024年2月21日−、YouTube)[31]

## 楽曲提供
- 「僕たちのストーリー」 - スマートフォン向けゲーム『コスプリ!!』テーマソング 作詞[32]
- 『ワケあって火星に住みました～エラバレシ4ニン～』 劇中歌「笑い飛ばせ」 作詞作曲
- NHK『不可避研究中』社会人10年MVをつくろう（2020年5月29日放送）[33]
- CBCテレビ『たっくー&ナナフシギのツイ跡!都市伝説』BGM作曲[34]

## 書籍
- 胸騒（写真集、2019年）
- ネットの荒野を独り征く（単行本、KADOKAWA、2021年）

## 実況ゲーム一覧
- 一部の動画共有、配信プラットフォームでは動画やアーカイブが削除されているが、第三者による非公式な再アップロードが存在する。これらは出典としての信頼性が確認できないため、本記事内では使用していない。

- 出典